# Komedialnia
Komedialnia är en teater i Białystok i Polen, grundad 1748.
Det var Polens första permanenta teater. Operalnia hade grundats 1725, men det var ett operahus, även om det förekom att enstaka teaterpjäser spelades där. 